# Mościsko (gromada)
Mościsko – dawna gromada, czyli najmniejsza jednostka podziału terytorialnego Polskiej Rzeczypospolitej Ludowej w latach 1954–1972.
Gromady, z gromadzkimi radami narodowymi (GRN) jako organami władzy najniższego stopnia na wsi, funkcjonowały od reformy reorganizującej administrację wiejską przeprowadzonej jesienią 1954 do momentu ich zniesienia z dniem 1 stycznia 1973, tym samym wypierając organizację gminną w latach 1954–1972.
Gromadę Mościsko z siedzibą GRN w Mościsku utworzono – jako jedną z 8759 gromad na obszarze Polski – w powiecie dzierżoniowskim w woj. wrocławskim, na mocy uchwały nr 12/54 WRN we Wrocławiu z dnia 2 października 1954. W skład jednostki weszły obszary dotychczasowych gromad Mościsko i Nowizna ze zniesionej gminy Nowizna w tymże powiecie. Dla gromady ustalono 17 członków gromadzkiej rady narodowej.
1 lipca 1968 gromadę zniesiono, a jej obszar włączono do gromady Dzierżoniów w tymże powiecie.